# Stanisław Witkowski (filolog)
Stanisław Józef Witkowski (ur. 2 marca 1866 w Andrychowie, zm. 2 października 1950 w Warszawie) – polski filolog klasyczny, papirolog, mediewista, profesor Uniwersytetu Lwowskiego, członek Polskiej Akademii Umiejętności.

## Życiorys
Był synem Karola (właściciela niewielkiego majątku ziemskiego) i Marii z domu Paszków. Uczęszczał do gimnazjum w Wadowicach, w latach 1887–1891 studiował filologię klasyczną i słowiańską na Uniwersytecie Jagiellońskim, m.in. u Kazimierza Morawskiego i Maksymiliana Iskrzyckiego. Studia kontynuował na uniwersytecie w Berlinie (1892–1893), a następnie w Getyndze (1893–1894), gdzie oprócz filologii klasycznej kształcił się w dziedzinie archeologii, gramatyki porównawczej i sanskrytu. W 1893 na podstawie rozprawy De vocibus Hybridis apud antiquos poetas Romanos obronił na Uniwersytecie Jagiellońskim doktorat. W latach 1895–1896 uczył języków starożytnych w Gimnazjum Św. Anny w Krakowie, a 1896–1898 w K. K. Gimnazjum im. Rudolfa w Brodach z językiem niemieckim wykładowym; jednocześnie w latach 1895–1900 pracował jako referent w Radzie Szkolnej Krajowej.
W 1898 habilitował się na Uniwersytecie Lwowskim i został docentem w II Katedrze Filologii Klasycznej tej uczelni; w 1902 mianowany profesorem nadzwyczajnym, objął po Ludwiku Ćwiklińskim kierownictwo tej Katedry. W 1905 otrzymał tytuł profesora zwyczajnego; w roku akademickim 1908/1909 pełnił funkcję dziekana Wydziału Filozoficznego. Był też rektorem Uniwersytetu Jana Kazimierza we Lwowie w roku akademickim 1930/1931. Wykłady na Uniwersytecie Lwowskim prowadził do 1935. Od 1910 był członkiem korespondentem Akademii Umiejętności w Krakowie (późniejszej Polskiej Akademii Umiejętności), od 1914 jej członkiem czynnym; w latach 1931–1945 był wicedyrektorem Wydziału I PAU. Należał także m.in. do Towarzystwa Naukowego Warszawskiego (od 1945 członek zwyczajny) oraz Towarzystwa Naukowego we Lwowie (od 1920 członek czynny). 27 listopada 1929 został odznaczony Krzyżem Komandorskim Orderu Odrodzenia Polski. W październiku 1936 otrzymał tytuł profesora honorowego Uniwersytetu Jana Kazimierza we Lwowie.
Jego zainteresowania naukowe obejmowały papirologię, hellenistykę, literaturę polsko-łacińską, historię starożytnego Egiptu. Dwie prace poświęcił również literaturze rzymskiej. Jest uważany za twórcę naukowych podstaw papirologii polskiej. W pracy Historjografja grecka i nauki pokrewne (1925–1927, trzy tomy) dał pierwszą europejską syntezę dziejopisarstwa greckiego - od początków do pierwszych wieków cesarstwa. Dla potrzeb Wielkiej Historii Powszechnej opracował dzieje epoki Peryklesa. Zajmował się twórczością Homera, Safony, Arystofanesa, Kallimacha. Przygotował wzorową edycję greckich Listów prywatnych z epoki Ptolemeuszów, wznawianych wielokrotnie w Polsce i Niemczech. W ramach podróży naukowych prowadził badania m.in. w Grecji, Sycylii i Maroku. Współpracował z pismem „Eos” od 1895 (w latach 1902–1909 jego redaktor), był znanym recenzentem prac polskich filologów (m.in. Historia poezji humanistycznej łacińskiej w Polsce Tadeusza Sinki, 1916; Demy Eupolisa Stefana Srebrnego, 1923; Dwie wiosny Jana Parandowskiego, 1929). W latach 1913–1927 wydał trzy tomy „Studia Leopolitana”.
Pochowany na cmentarzu Powązki Wojskowe w Warszawie (kwatera A-11-1).

## Uczniowie
Do grona jego studentów należeli m.in. Andrzej Gawroński, Tadeusz Kotarbiński, Franciszek Smolka, Jan Smereka, Andrzej Kuś, Jan Parandowski. Witkowski miał opinię sumiennego wykładowcy i wyjątkowo surowego egzaminatora.

## Publikacje
Z prac Stanisława Witkowskiego można wymienić:
- Jan z Wiślicy. Jego życie i pisma (1891)
- Stosunek „Szachów” Kochanowskiego do poematu Vidy „Scacchia ludus” (1892)
- Homer i Troja (1893)
- Nowo odkryty poeta grecki Herondas i jego utwory (1893)
- Życie greckie w Egipcie w epoce Ptolemeuszów według papirusów greckich (1893)
- Nowe odkrycia w dziedzinie muzyki greckiej (1895)
- Prodromus grammaticae papyrorum Graesarum aetatis Lagidarum (1895)
- Udalryk Wilamowitz-Moellendroff i działalność w zakresie filologii starożytnej (1895)
- Ad Herodam (1896)
- Sofoklesa „Antygona” a Shelleya „Rodzina Cencich” (1904)
- Istota powstania Koine (1905)
- Autorowie greccy, znalezieni po roku 1891 (1910)
- O pisownię wyrazów obcych. Fajdon czy Fedon? Feidjas czy Fidiasz? (1911)
- Studia nad Homera „Dolomeia” (1917)
- Lekarz Mikołaj z Polski (1919)
- Tragedia grecka (1930, dwa tomy)
- Historyczna składnia grecka na tle porównawczym (1936)
- Państwo greckie (1938)
- Kleopatra (1939)
- Utwór Diderota źródłem „Zemsty” (1950)

Ogłosił także wspomnienia z podróży – Wrażenia z Południa: Grecja, Sycylia, Hiszpania, Maroko (1914) i Z podróży po Hiszpanii i Portugalii. Hiszpania dziś i przed dwudziestu laty (1928).